# غوستافو أدولفو إسبينا سلغيرو
غوستافو أدولفو إسبينا سلغيرو (بالإسبانية: Gustavo Adolfo Espina Salguero)‏ (ولد عام 1946) كان نائب رئيس غواتيمالا في فترة الرئيس جورج سيرانو 1991 - 1993 والرئيس من 1 يونيو 1993 - 5 يونيو 1993.